# Colla Sardanista Rosa de Reus

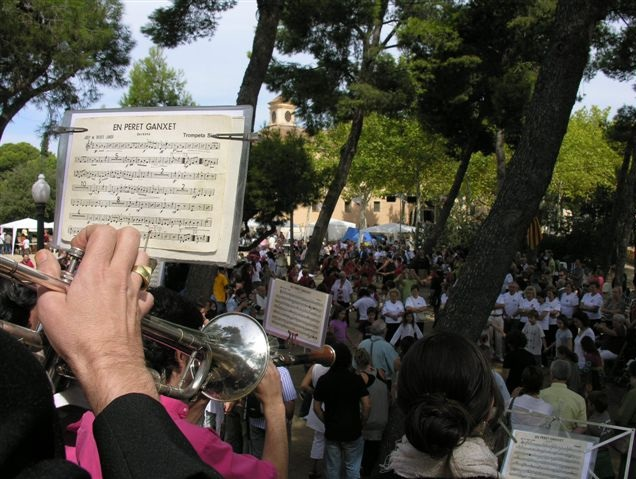
Aplec Baix Camp 2009

La Colla Sardanista Rosa de Reus és una entitat sardanista de la ciutat de Reus (1961). Tot i que va néixer l'11 de setembre de 1959, no fou fins a l'any 1961 que es va constituir com a colla independent.
Durant la dècada de 1960 va tenir molta vitalitat participant en concursos arreu de Catalunya, i la gran quantitat de membres que s'hi anaven incorporant van permetre de formar una nova anella, la Joventut Rosa de Reus, que es presentà el 1970. Des del començament que es van organitzar cursos de sardanes i des de 1966, ballades públiques a la ciutat. L'organització d'actes, especialment aplecs, amb forta dedicació durant alguns anys, és l'activitat més important.

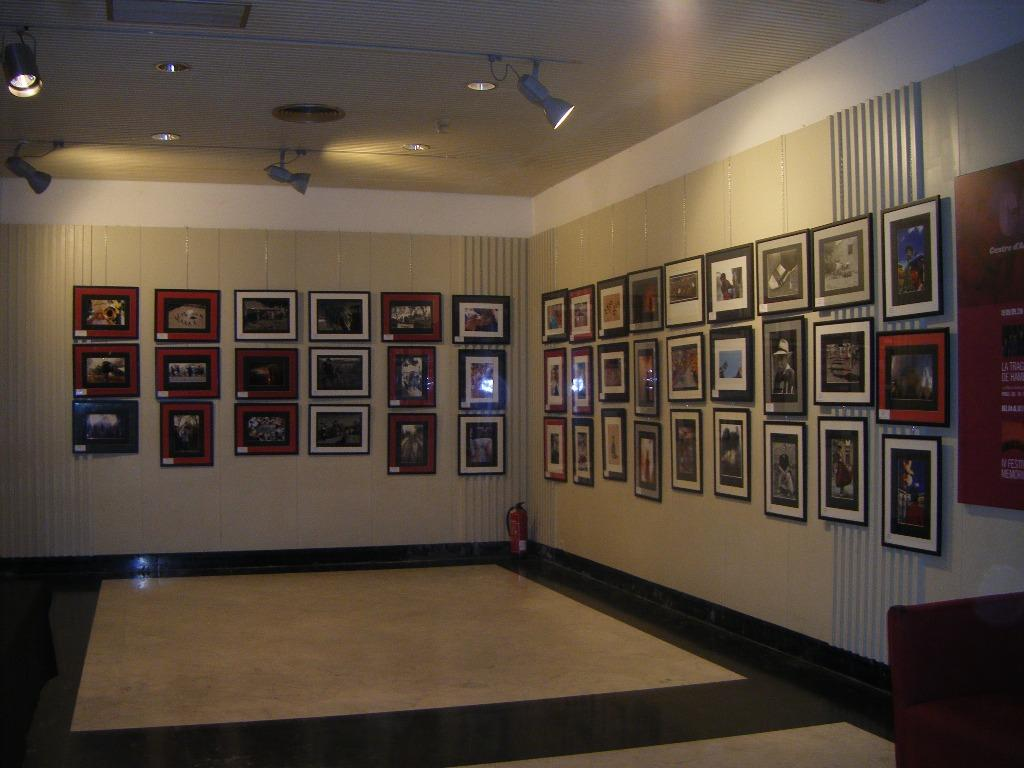
Exposició, novembre 2009

## Activitats

### Ballades
El 1966 s'iniciaven les ballades de sardanes a la ciutat, amb molta força, si bé després d'organitzar-ne entre cinc i deu a l'any, ara es redueixen bàsicament a les de la festa major de sant Pere, a finals de juny. Se’n van fer tota una sèrie de monogràfiques, dedicades cadascuna a un compositor, un cicle de sardanes basades en músiques populars, les ballades i els actes del Dia de la Sardana, etc. A partir de 1974 s'interpreten amb el sistema de reducció de tirades.

### Arxiu fotogràfic[1]
Es compon de més de 2.100 fotografies de format gran (30x40). Bàsicament sobre sardanes, però també d'altres temes de cultura popular. S'han fet algunes exposicions temàtiques, com les de La tenora a l'aplec (2000), Companys de festa (gegants, nanos i bestiari) (2003), El més petit i el més gran: flabiol i contrabaix (2006), La festa major de Reus (2006), L'aplec en el temps (2007), Els 15 anys del Drac (2008), Mostra a la fira d'entitats (2009), La canalla a l'aplec (2009), Primers premis (2010), Retrospectiva Aplec Baix Camp 1967-2010 (2011), i… gegants (2011), 100 aplecs (2011), Mans de festa (2012), La festa (2012), Al voltant de l'aplec (2012), Cultura de foc (2013), Peus en dansa (2013), A Punt? Una altra manera de veure la festa (2019).

### Aplec Baix Camp
Acte emmarcat dins la festa major de Misericòrdia, el mes de setembre. Començat l'any 1967. Per les seves programacions hi han passat més de cinquanta cobles diferents. A part de l'actuació de cobles durant tot el dia, l'aplec s'ha envoltat d'activitats paral·leles: recitals de folk, concerts d'orfeó, actuacions castelleres, recitals de cançó (Raimon, Ovidi Montllor, Al Tall…), concerts i balls amb cobla, concursos de dibuix, pintura i fotografia, gegants i nanos, espectacles infantils, sardanova, esmorzars populars, tirades de bitlles, ball de diables, ballada d'alumnes de les escoles de primària de la ciutat, concursos de colles improvisades, trobada de colles veteranes, rocòdrom, tallers de circ, de jocs i malabars, de sardanes, d'escacs, de teatre, de castells, etc. S'editen programes de mà amb col·laboracions d'escriptors d'arreu del país. El 2016, a l'occasió dels 50 anys de l'aplec es va organitzar una mostra al Mercat del Carrilet a Reus.

### Aplec de Prades
Des de 1971, el segon diumenge del mes de juliol a la plaça Major de la vila de Prades, i amb dues cobles. Va néixer com el tercer Aplec de Sardanes a Muntanya. Des de l'any 1991 es feia íntegrament amb sardanes de set tirades. El 1996 es va celebrar el 25 aniversari i al cap de dos anys es va passar l'organització a l'Ajuntament.

### Aplec d'Aplecs, al castell d'Escornalbou
Iniciat el 1986 amb motiu del 25 aniversari de l'entitat, que n'era la coordinadora. L'organització anava a càrrec d'unes quinze entitats sardanistes del Baix Camp. Oferia dues o tres cobles i diversos actes paral·lels durant tot el dia, com ara trobada de gegants, colles castelleres, trobada de puntaires, tirades de bitlles, concurs fotogràfic, visites culturals, exposicions, etc. L'aplec se celebrava cada dos anys, a la plaça del castell d'Escornalbou i l'any 2000 en va ser l'últim.

## Publicacions
- Recull, 1991. Tria de les fotografies premiades al concurs fotogràfic.
- Dossier, 1991. Basat en els 25 anys de l'Aplec Baix Camp.
- Aplec d'Aplecs. Castell d'Escornalbou, 1986-2000, 2003., Sobre els setze anys d'aplecs a Escornalbou[16]

## Premis i reconeixements
- «El Roure d'Or», concedit el 1983 per l'Obra del Ballet Popular, per la tasca de divulgació sardanista i per la promoció de la sardana en els Aplecs de Sardanes a Muntanya.[17]
- «Premi a la constància», Lliurat el 2004 per l'Obra del Ballet Popular.[18]
- «Menció honorífica» per l'Ajuntament de Reus, 2011 «En reconeixement de la seva tasca en el món cultural i associatiu dedicada a la recerca i la difusió del patrimoni etnològic, la història local i la dinamització cultural popular, i de manera especial en acomplir-se enguany el 50è aniversari de la seva creació.»[19][20]
- «Premi a la Continuïtat» atorgat per l'Obra del Ballet Popular i la Federació Sardanista de Catalunya, 2011.[21]

- El 2006, Socis d’Honor del Foment Cultural de l’Hospitalet de l’Infant.
- «Premi Amenós als que + enganxen», atorgat en la 5a edició dels premis a Bravíum teatre, el 2016.
- «Premi Capital de la Sardana 2016, a la Continuïtat», per la 50a edició de l’Aplec Baix Camp.
- El 2011, amb motiu del 50è aniversari de l’entitat: Reconeixement de l’Associació Excursionista Catalunya de Reus, de la Colla Gegantera del Carrasclet.
- El 2016, amb motiu de la 50a edició de l’Aplec Baix Camp: Reconeixement de la Federació Sardanista de Catalunya de les Comarques Meridionals, del Patronat Sardanista de Reus, del Ball de diables de Reus en l’encesa d’un dels tres avisos d'honor de la carretillada, i del Casal Tarragoní de Tarragona.
- Encesa de dues Tronades a la plaça Mercadal de Reus: Juny de 2011, amb motiu del 50 aniversari de l’entitat i juny de 2016, amb motiu del 50è Aplec Baix Camp.